# 伊姆里赫·斯塔霍
伊姆里赫·斯塔霍（1931年11月4日—2006年1月10日），斯洛伐克男子足球运动员，司职守门员。他曾代表捷克斯洛伐克国家队参加1954年和1958年国际足联世界杯，两届比赛均止步小组赛阶段。